# Rathaus Marl
Das Rathaus ist ein Profangebäude am Creiler Platz 1 in Marl, im Kreis Recklinghausen (Nordrhein-Westfalen). Es besteht aus einem Verwaltungstrakt, dem Sitzungssaal und den beiden charakteristischen Dezernatstürmen.

## Geschichte und Architektur
Die funktionale, vielgestaltig gegliederte Anlage besteht aus dem Ratstrakt, einem zentralen Publikumsgebäude und zwei Bürotürmen. Ein internationaler Architekturwettbewerb im Jahr 1957 war auf die Teilnahme von ausgewählten Vertretern der damaligen Moderne beschränkt. Der Gebäudekomplex wurde von 1960 bis 1967 nach Plänen von Johannes Hendrik van den Broek und Jacob Bakema errichtet.
Auf dem Vorplatz wurde ein Wasserbecken mit einer modernen Uhr darin angelegt. Dahinter steht der Ratstrakt. Er ist durch ein 60 Meter langgestrecktes, freitragendes Faltwerkdach aus Spannbeton hervorgehoben. Darunter befinden sich die Sitzungssäle mit einer Glas-Beton-Fassade, einem Balkon und einer Freitreppe. Das Erdgeschoss war ursprünglich bis auf einen kleinen gläsernen Pavillon frei. Dieser wurde von 1985 bis 1987 für das Museum erweitert. Ein aufgeständerter, marmorverkleideter Flachbau wird außen L-förmig um das Faltwerk geführt. Er beinhaltet die Räume für den Bürgermeister, die Verwaltungsspitze und die Ratsfraktionen.
Das zentrale Publikumsgebäude ist ein eingeschossiger Stahlbetonskelettbau. Er ist mit Marmor verkleidet und kragt über dem verglasten Sockel weit aus. Zugänglich ist er über eine breite Brücke, die den vertieften Parkplatz überspannt. Im Inneren befinden sich das Foyer, das Trauzimmer, die Säle und die Büros der Abteilungen mit hoher Publikumsfrequenz. Belichtet wird das Gebäude durch zwei Gartenhöfe und Oberlichter.
Die Bürogebäude (Turm I und Turm II) sind frei vor das Publikumsgebäude gestellt. Von den ursprünglich vier geplanten Türmen wurden nur die beiden niedrigen mit sieben (ca. 43 m Höhe) und fünf (ca. 35 m Höhe) Normalgeschossen gebaut, die anderen wurden nicht verwirklicht. Die markante Form der Stahlbetonbauten mit vorgehängten Fassaden aus Aluminium ergibt sich durch die Konstruktion mit schlankem Fuß, auskragenden Geschossen und das durch Freigeschosse abgesetzte Dach. Die Geschossdecken sind über außenliegende Spannbetonglieder vom Dachträgerwerk abgehängt. Eine der ursprünglichen Hängekonstruktionen wurde von 1984 bis 1985 durch eine zusätzliche innere Aufhängung statisch verstärkt. Das Innere ist durchgängig von kühler Eleganz geprägt. Vielfache Durchblicke betonen die Kontinuität der Räume untereinander und mit dem Außenraum. Im Ratstrakt ist noch das von den Architekten entworfene Mobiliar erhalten.
Der Bau ist breit rezipiert, es wurde die damals neueste Konstruktionstechnik genutzt. Das Rathaus wird als offene, nicht autoritäre und doch herausgehobene Form präsentiert.
In den letzten Jahrzehnten erwies sich der Stahlbeton als weniger haltbar als gedacht. Zudem entspricht die Wärmedämmung des Gebäudes nicht mehr den heutigen Erfordernissen; die bauzeitliche Haustechnik ist veraltet; der bauliche Zustand des gesamten Komplexes ist insgesamt schlecht. In einem von der Stadt Marl in Auftrag gegebenen Gutachten wurden im Jahre 2015 die Kosten einer Sanierung des Rathauses auf rund 40 Millionen Euro geschätzt. Der vielfach geforderte Abriss und der Neubau eines kleineren Hauses wäre, dem Gutachten zufolge, noch teurer gewesen. Ende 2015 wurde der Rathauskomplex unter Denkmalschutz gestellt.
Nach langen Diskussionen unter den Marler Bürgern entschied der Stadtrat im September 2018, das Rathaus für 70 Millionen Euro grundlegend zu sanieren. Die Arbeiten begannen 2020 und dauern voraussichtlich bis April 2026.

## Galerie

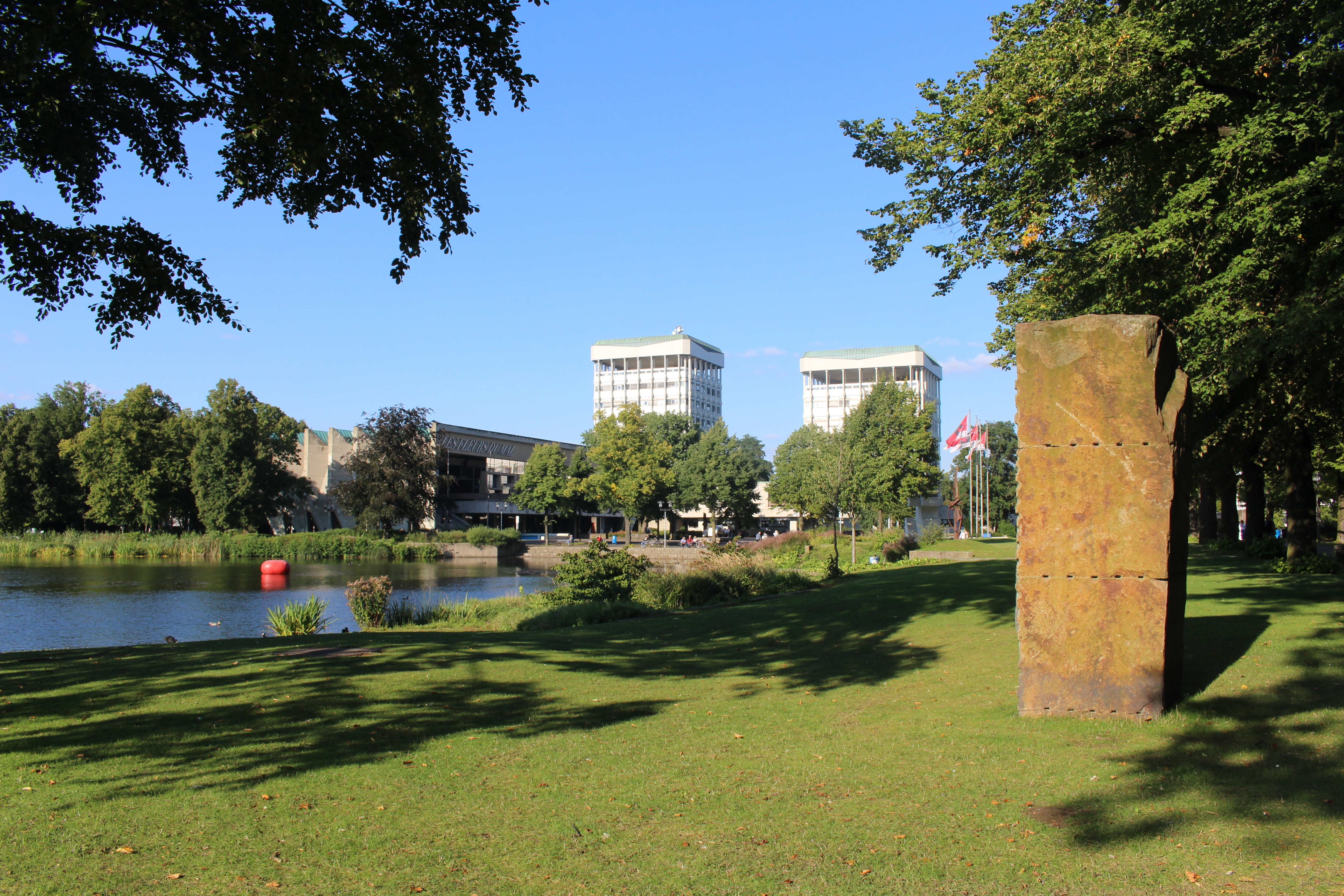
Rathaus und Stadtpark
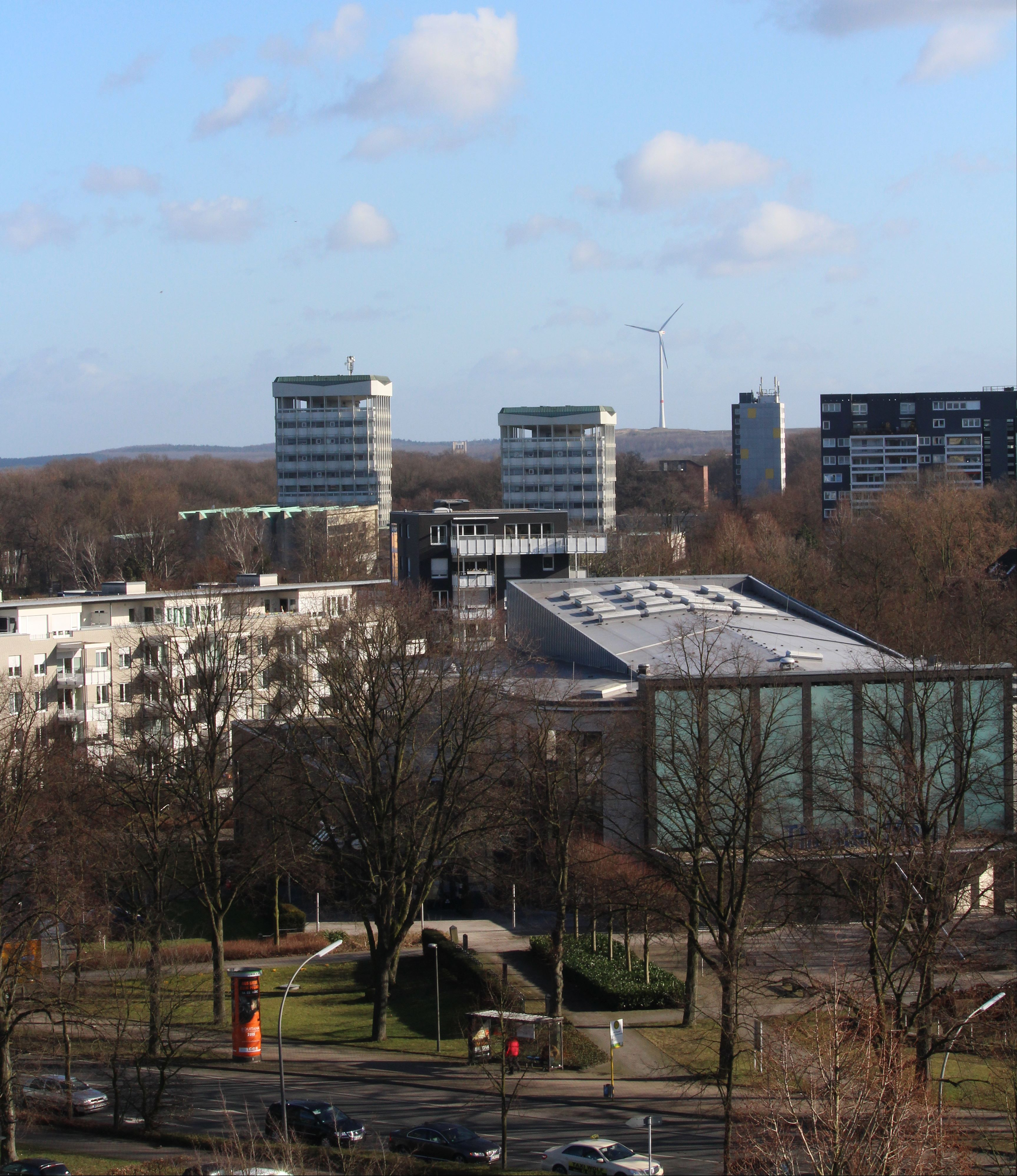
Rathaustürme aus der Ferne (Theater im Vordergrund)
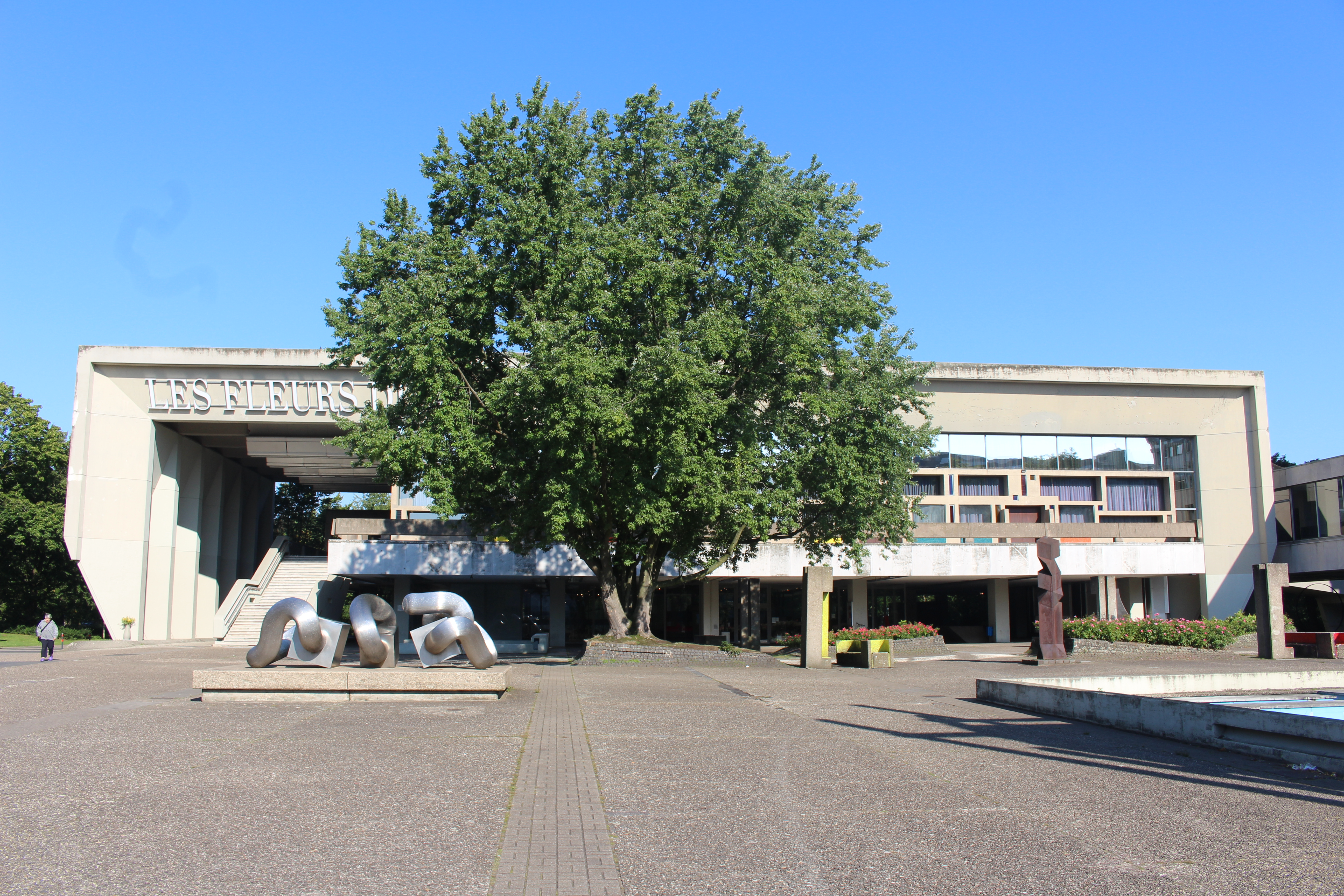
Sitzungshalle mit Fraktionsbüros und Ratssälen. Unten das Museum
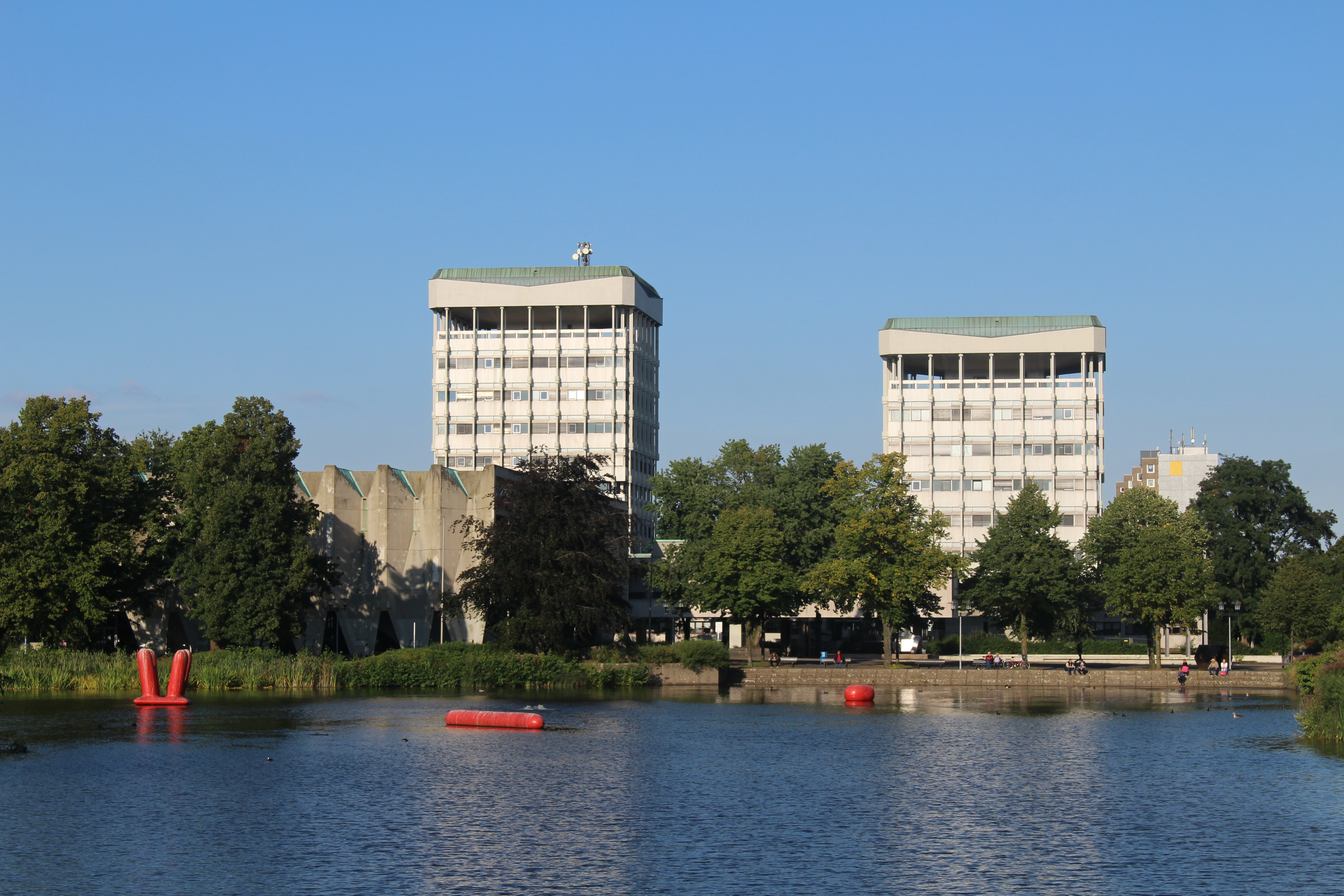
Das Rathaus vom Citysee aus
Das Rathaus im Umfeld der neuen Mitte